# 슈퍼 프렌즈
《슈퍼 프렌즈》(영어: bling)는 2016년에 개봉한 대한민국, 미국의 SF 액션 애니메이션 영화이다.

## 목소리 출연
| 한국어 배역명 | 성우   | 영어 배역명 | 성우        |
| ------------- | ------ | ----------- | ----------- |
| 샘            | 변현우 | 샘          | 테일러 키치 |
| 수            | 김지혜 | 수          | 저넷 매커디 |
| 빅터          | 박조호 | 빅터        | 제임스 우즈 |
| 캐서린        | 서지연 | 캐서린      | 칼라 구지노 |
| 손오공        | 남도형 | 킷          | 제이슨 뮤스 |
| 저팔계        | 홍진욱 | 윌머        | 존 히더     |
| 사오정        | 김승태 | 오크라      | 톰 그린     |

## 기타 제작진
- 미술: 윤해범

## 시청 등급
- 대한민국: 전체관람가